# Lithophane viridipallens
Lithophane viridipallens är en fjärilsart som beskrevs av Augustus Radcliffe Grote 1877. Lithophane viridipallens ingår i släktet Lithophane och familjen nattflyn. Inga underarter finns listade i Catalogue of Life.